# Сант-Анджело-ди-Пьове-ди-Сакко
Сант-Анджело-ди-Пьове-ди-Сакко (итал. Sant'Angelo di Piove di Sacco) — коммуна в Италии, располагается в провинции Падуя области Венеция.
Население составляет 7170 человек (2008 г.), плотность населения составляет 513 чел./км². Занимает площадь 14 км². Почтовый индекс — 35020. Телефонный код — 049.
Покровителем коммуны почитается святой архангел Михаил, празднование 29 сентября.

## Демография
Динамика населения:

## Администрация коммуны
- Официальный сайт: http://www.santangelopiove.net/